# Hartford Blues

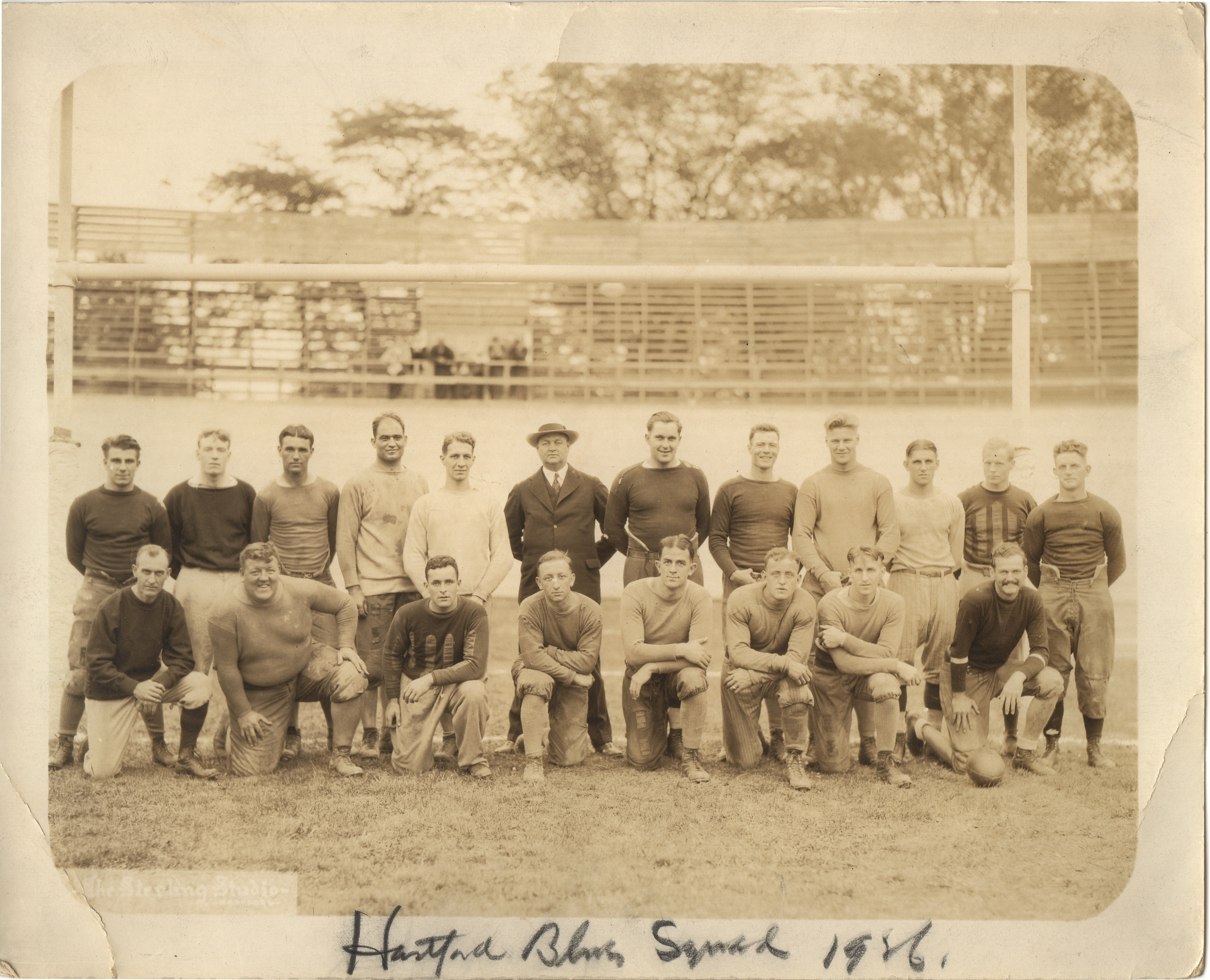
Die Hartford Blues 1926

Die Hartford Blues waren eine American-Football-Mannschaft, die 1926 in der National Football League (NFL) spielte.

## Geschichte
Eines der frühen Zentren des Footballs in New England war Connecticut. Mannschaften gab es unter anderem in New Britain, Hartford und Waterbury. Der Sportpromoter George Mulligan organisierte für 1924 unter dem Namen Waterbury Blues ein semi-professionelles Team. Gespielt wurde im „Brassco Park“, benannt nach dem örtlichen Messinghersteller, bei dem auch die meisten Spieler beschäftigt waren. Trainiert wurde lediglich einmal in der Woche – am Sonntag vor dem Spiel. Die Spieler wurden pro Spiel bezahlt. In der Saison 1924 war das Team sehr erfolgreich und wurde als das beste des Region angesehen.
Die stärksten Konkurrenten waren die All-New Britain und die Hartford West-Sides. Um diesen Mannschaften mit starken früheren College-Spielern ebenbürtig zu sein und um wenn möglich auch für die noch junge National Football League ein Franchise zu bekommen, versuchte Mulligan in der Saison 1925 einige prominente Spieler zu verpflichten. Es gelang ihm ein Mitglied der legendären Four Horsemen, dem legendären Offensive Backfield der Notre Dame Fighting Irish, Harry Stuhldreher, zu verpflichten. Dieser erhielt ein Jahresgehalt von 7.500 US-Dollar, sowie einen Bonus von 500 US-Dollar. Dazu kamen einige weitere frühere Spieler von Notre Dame, unter anderem mit Jim Crowley, ein weiteres Mitglied der Horsemen. Dieser spielte aber nur einmal im Team gegen die Rochester Jeffersons.
Da Mannschaft aus Hartford nach mehreren verlorenen Spielen aufgelöst wurde, nutzte George Mulligan die Gunst der Stunde und übernahm deren Pachtvertrag für das Clarkin Field in Hartford. Durch das größere Stadion und das höhere Zuschauerinteresse versprach er sich bessere Einnahmen. Gleichzeitig stellte er in Aussicht, dass das Team im nächsten Jahr in der NFL spielen sollte. Als Hartford Blues wurde deshalb die restlichen sieben Spiele der Saison, davon sechs daheim, ausgetragen. Zunächst gelang Mulligan ihm das NFL-Spiel zwischen den Cleveland Bulldogs und Kansas City Cowboys am 26. November 1925 nach Hartford zu holen. Im Anschluss verpflichtete er mit Obie Bristow und Steve Owen zwei Spieler der Kansas City Cowboys, sowie mit Don Miller einen weiteren Spieler der Four Horsemen. Damit gelang ein weiterer Sieg gegen die All-New Britain und die Blues galten somit als beste Football-Mannschaft in Connecticut. Der Plan gegen Red Grange in Boston zu spielen, zerschlug sich jedoch. Stattdessen wurde noch ein die Saison abschließendes Spiel am 13. Dezember 1925 gegen die Cleveland Bulldogs organisiert. Mulligan verpflichtete alle Four Horsemen. In der Presse wurde damals kolportiert, dass allein diese Verpflichtungen zusammen rund 5.000 Dollar kosteten. Da die Mannschaft jedoch am Tag zuvor noch in Boston gespielt hatte, verloren die Blues mit 13:6.
Wie geplant erhielt George Mulligan für 1926 eine Franchise der NFL. Spielstätte wurde das neu errichtete East Hartford Velodrome, eine Radrennbahn mit 8000 Sitzplätzen in deren Inneren ein Footballfeld angelegt wurde. Deren Besitzer John J. Burnes und John Missett wurden Mitbesitzer des Teams. Es gelang Mulligan jedoch nicht, seinen besten Spieler Harry Stuhldreher zu halten. Dieser wanderte in die von Red Grange initiierte konkurrierende AFL ab. So bestand die Mannschaft hauptsächlich aus semi-professionellen Spielern der Region, die um wenige NFL-Veteranen ergänzt worden.
In die Saison startete das Team wenig erfolgreich. Die ersten vier Liga-Spiele gingen verloren. Der erste Sieg gelang am 24. Oktober 1926 daheim gegen die Brooklyn Lions. Dann folgten weitere fünf Heimspiele, die mit zwei Siegen und drei Niederlagen endeten. Die Hartford Blues hatten unter dem schlechten Wetter im Herbst 1926 zu leiden. Bei vielen Spielen kamen nicht die erwarteten Zuschauer bzw. zwei Spiele mussten komplett abgesagt werden. Das letzte Spiel der Saison erfolgte gegen die All New-Britain und endete mit einem Sieg. Die für den Dezember geplanten Spiele gegen die Pottsville Maroons und die Providence Steam Roller mussten wegen starkem Schneefall abgesagt werden. Mit drei Siegen und sieben Niederlagen kamen die Hartford Blues auf den 13. von 22 Mannschaften. Nachdem Ende der Saison stritten sich Spieler und Trainer mit den Eigentümern noch ein Jahr um nicht bezahlte Gehälter.
Zu Beginn der Saison 1927 plante der Liga-Präsident Joe Carr eine Reduzierung der Mannschaften. Die Hartford Blues wurden der Gruppe der schwächeren Mannschaften zugeordnet und stellte den Spielbetrieb in der NFL ein.
Unter dem Namen Hartford Giants wurde in den folgenden Jahren noch eine Football-Mannschaft betrieben, die jedoch überregional nicht mehr groß in Erscheinung trat.

## Uniform
Die Hartford Blues trugen blaue Jerseys mit weißen Ziffern.

## Statistik
| Saison                         | Liga                           | Siege                          | Niederlagen                    | Unentschieden                  | Punkte erzielt                 | Punkte zugelassen              | Platzierung                    | Head Coach                     |
| Waterbury Blues/Hartford Blues | Waterbury Blues/Hartford Blues | Waterbury Blues/Hartford Blues | Waterbury Blues/Hartford Blues | Waterbury Blues/Hartford Blues | Waterbury Blues/Hartford Blues | Waterbury Blues/Hartford Blues | Waterbury Blues/Hartford Blues | Waterbury Blues/Hartford Blues |
| ------------------------------ | ------------------------------ | ------------------------------ | ------------------------------ | ------------------------------ | ------------------------------ | ------------------------------ | ------------------------------ | ------------------------------ |
| 1924                           |                                | 7                              | 2                              | 4                              | 137                            | 23                             |                                | Dick McGrath                   |
| 1925                           |                                | 10                             | 2                              | 0                              | 181                            | 54                             |                                | Dick McGrath                   |
| 1926                           | NFL                            | 3                              | 7                              | 0                              | 57                             | 99                             | 13. (von 22)                   | Jack Keough                    |

## Mitglieder in der Pro Football Hall of Fame
| Waterbury Blues/Hartford Blues Hall of Famers | Waterbury Blues/Hartford Blues Hall of Famers | Waterbury Blues/Hartford Blues Hall of Famers | Waterbury Blues/Hartford Blues Hall of Famers |
| Name                                          | Position                                      | Spielzeit                                     | Aufnahme in die HOF                           |
| --------------------------------------------- | --------------------------------------------- | --------------------------------------------- | --------------------------------------------- |
| Steve Owen                                    | Offensive Tackle/Guard                        | 1925                                          | 1966                                          |

## Namhafte Spieler
- Harry Stuhldreher; Quarterback; spielte 1925 bei den Hartford Blues
- Jim Crowley; Halfback; spielte 1925 bei den Hartford Blues
- Elmer Layden, Fullback; spielte 1925 bei den Hartford Blues
- Don Miller; Halfback; spielte 1925 bei den Hartford Blues